# Horror Show
Pour les épisodes des Simpson, voir Épisodes Horror Show des Simpson.
Albums de Iced Earth
Something Wicked This Way Comes The Glorious Burden
Horror Show est le sixième album studio enregistré par Iced Earth et sorti en 2001. Il a pour particularité de prendre à chaque chanson pour thème une créature ou un personnage mythique du monde de l'horreur à travers l'histoire, la littérature ou le cinéma.

## Liste des titres
1. Wolf – 5:20 (inspiré par le film Le Loup-garou)
2. Damien – 9:12 (inspiré par le personnage de Damien Thorn dans le film La Malédiction)
3. Jack - 4:14 (inspiré par Jack l'Éventreur)
4. Ghost of Freedom – 5:12 (seul titre de l'album non inspiré par le fantastique, c'est un hommage aux vétérans américains, inspiré par le film The Patriot, le chemin de la liberté)
5. Im-Ho-Tep (Pharaoh's Curse) – 4:45 (inspiré par le film La Momie)
6. Jekyll & Hyde – 4:39 (inspiré par la nouvelle de Robert Louis Stevenson)
7. Dragon's Child – 4:21 (inspiré par le film L'Étrange Créature du lac noir)
8. Frankenstein – 3:50 (inspiré par le roman de Mary Shelley)
9. Dracula – 5:54 (inspiré par le film de Francis Ford Coppola)
10. The Phantom Opera Ghost – 8:41 (inspiré par le roman de Gaston Leroux)
11. Transylvania – 4:30 (Plage bonus, reprise de Iron Maiden)